# Ferrari 250 TR 61 Spyder Fantuzzi
A 250 TR 61 Spyder Fantuzzi é o modelo da Ferrari em disputas como as 24 horas de Le Mans nos anos 1960.